# Giovanni Mystacon
Giovanni Mystacon (in greco: Ἰωάννης ὁ Μυστάκων; VI secolo – inizio VII secolo circa) è stato un generale bizantino.

## Biografia
Soprannominato Mystacon per i suoi mustacchi e nativo della Tracia, dal 579 al 582 combatté come generale in Armenia
Nel 582, con l'elevazione a imperatore di Maurizio, Giovanni Mystacon gli succedette come magister militum per Orientem. Mystacon non si dimostrò però all'altezza della carica ricevuta e già poco tempo dopo la nomina, subì una prima sconfitta contro i Persiani nei pressi della confluenza tra il Tigri e il Nymphius, principalmente a causa dell'inazione del generale Cours. Poco tempo dopo, nel tentativo di espugnare la fortezza di Achbas, fu di nuovo sconfitto dal nemico. A causa degli scarsi risultati ottenuti, fu destituito e sostituito da Filippico (583).
Nel 587 Maurizio mise Giovanni al comando di truppe fresche, dandogli il compito di respingere un'incursione avara in Tracia; grazie anche al valore combattivo di un ex duca longobardo passato dalla parte dell'Impero, Droctulfo, i Bizantini vinsero gli Avari presso Adrianopoli anche se Giovanni, per cautela, rinunciò ad inseguire il nemico in fuga.
Tra il 589 e il 591 circa ricoprì anche la carica di magister militum per Armeniam. Rivestiva questa carica quando, durante l'assedio di Dvin, scoprì che in Persia era scoppiata una grave rivolta sfociata in una guerra civile contro lo scià Ormisda IV; abbandonò quindi l'assedio e invase l'Azerbaijan dal quale si ritirò con un grande bottino e molti prigionieri. Nell'autunno 590 ricevette dall'Imperatore l'incarico di ricongiungersi con il generale Narsete per attaccare l'usurpatore Bahram Chobin e restaurare sul trono di Persia il legittimo scià Cosroe II, figlio di Ormisda. Nell'estate del 591 lasciò l'Armenia e raggiunse Narsete, con cui marciò in direzione della Persia nel tentativo di deporre Bahram. Contribuito alla sconfitta dell'usurpatore e alla restaurazione di Cosroe, Giovanni Mystacon mantenne la carica di magister militum per Armeniam per qualche tempo fino alla sua sostituzione con Eraclio il Vecchio (595 circa).